# Paradise (película de 1982)
Paradise es una película de 1982 dirigida por Stuart Gillard y protagonizada por Willie Aames y Phoebe Cates. La banda sonora original fue compuesta por Paul Hoffert. «Theme from Paradise» fue escrita y producida por Joel Diamond y L. Russell Brown, e interpretada por Phoebe Cates. La película fue criticada en su momento como una imitación de la más famosa «La laguna azul», ya que compartía una historia similar a la de la película de 1980.

## Argumento
En 1823, durante la era georgiana, los adolescentes David y Sarah viajan con una Caravana desde Bagdad a Damasco. En un oasis, un esclavista conocido como "El Chacal" asalta el grupo e intenta agregar a la hermosa y joven Sarah, hija de un rico Comerciante británico, a su harén. David, Sarah y su sirviente, Geoffrey, escapan por poco, pero todos los demás mueren en una masacre, incluidos los padres misioneros estadounidenses de David. Cuando Geoffrey busca ayuda en un campamento, lo matan cuando se entera demasiado tarde de que está controlado por el Chacal.
Abandonados a su suerte, David y Sarah se dirigen hacia el oeste, luchando por sobrevivir a las duras condiciones del desierto. Finalmente, se topan con un impresionante oasis junto al mar: un paraíso donde pueden descansar, recuperarse y bajar la guardia. En este ambiente tranquilo, su relación crece y descubren el amor y la intimidad por primera vez. Lejos de las reglas de la sociedad, encuentran libertad y alegría el uno en el otro, pero su felicidad no puede durar para siempre.
El Chacal todavía los está cazando y su idílica vida se ve interrumpida cuando se acerca a su oasis. David, decidido a proteger a Sarah, trama un plan inteligente para atraer al esclavista a la muerte. En un tenso clímax, David finalmente derrota al Chacal, garantizando su seguridad. 
Mientras continúan su viaje, Sarah revela que está embarazada, lo que añade una nota de esperanza a su historia. La película termina cuando los jóvenes amantes finalmente llegan a la ciudad de Damasco, habiendo pasado de ser adolescentes inocentes a sobrevivientes resilientes que encontraron el amor y la fuerza frente a desafíos inimaginables.

## Elenco
- Phoebe Cates - Sarah
- Willie Aames - David
- Tuvia Tavi - El Chacal
- Richard Curnock - Geoffrey
- Neil Vipond - Reverendo
- Aviva Marks - Rachel
- Joseph Shiloach - Ahmed
- Jerry Rosen - guardaespaldas del Chacal
- Riki Halfon - bailarina
- Shoshana Duer - beduina